# Raclette
Ne doit pas être confondu avec Raclette (fromage).
Pour les articles homonymes, voir Raclette (homonymie).
La raclette (Bratchääs en suisse allemand, Bratkäse en allemand, litt. « fromage rôti ») est une recette de cuisine traditionnelle et emblématique de la cuisine suisse. Variante des fondues au fromage, elle consiste à faire fondre du raclette et à le racler au fur et à mesure qu’il fond. Elle est traditionnellement servie avec des pommes de terre en robe des champs et accompagnée de légumes au vinaigre (cornichons, oignons).

## La raclette traditionnelle
La raclette, plat originaire du canton du Valais en Suisse, est obtenue en raclant du raclette fondu en surface par la proximité d'une source de chaleur qui peut être un four spécifique, des braises, ou simplement le feu de bois. Le fromage se mange accompagné de pommes de terre en robe des champs, de cornichons, de petits oignons blancs et d'une boisson chaude ou d'un vin blanc du vignoble suisse, comme un Fendant du Valais (Chasselas).

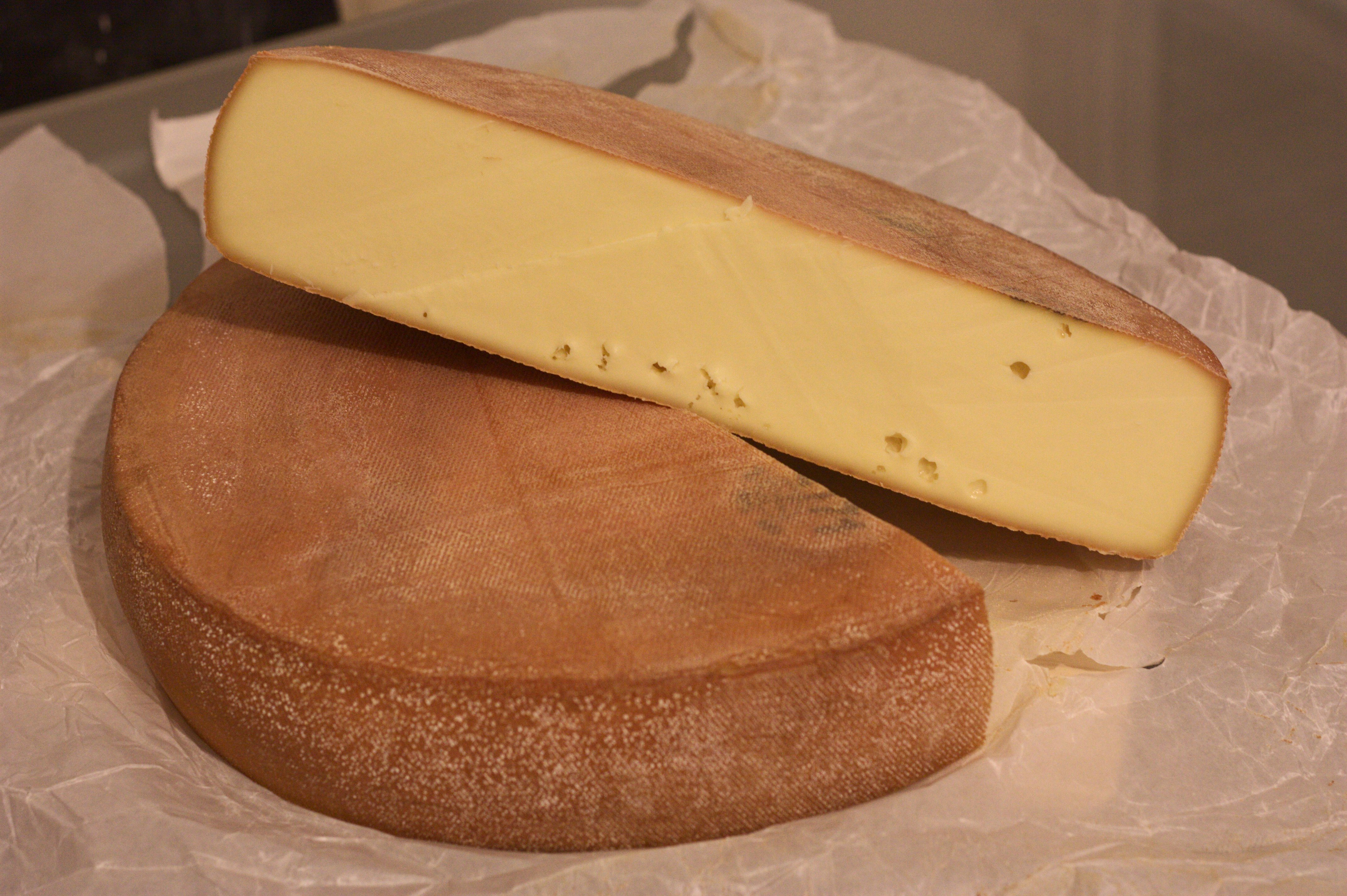
Demi-meule de raclette.
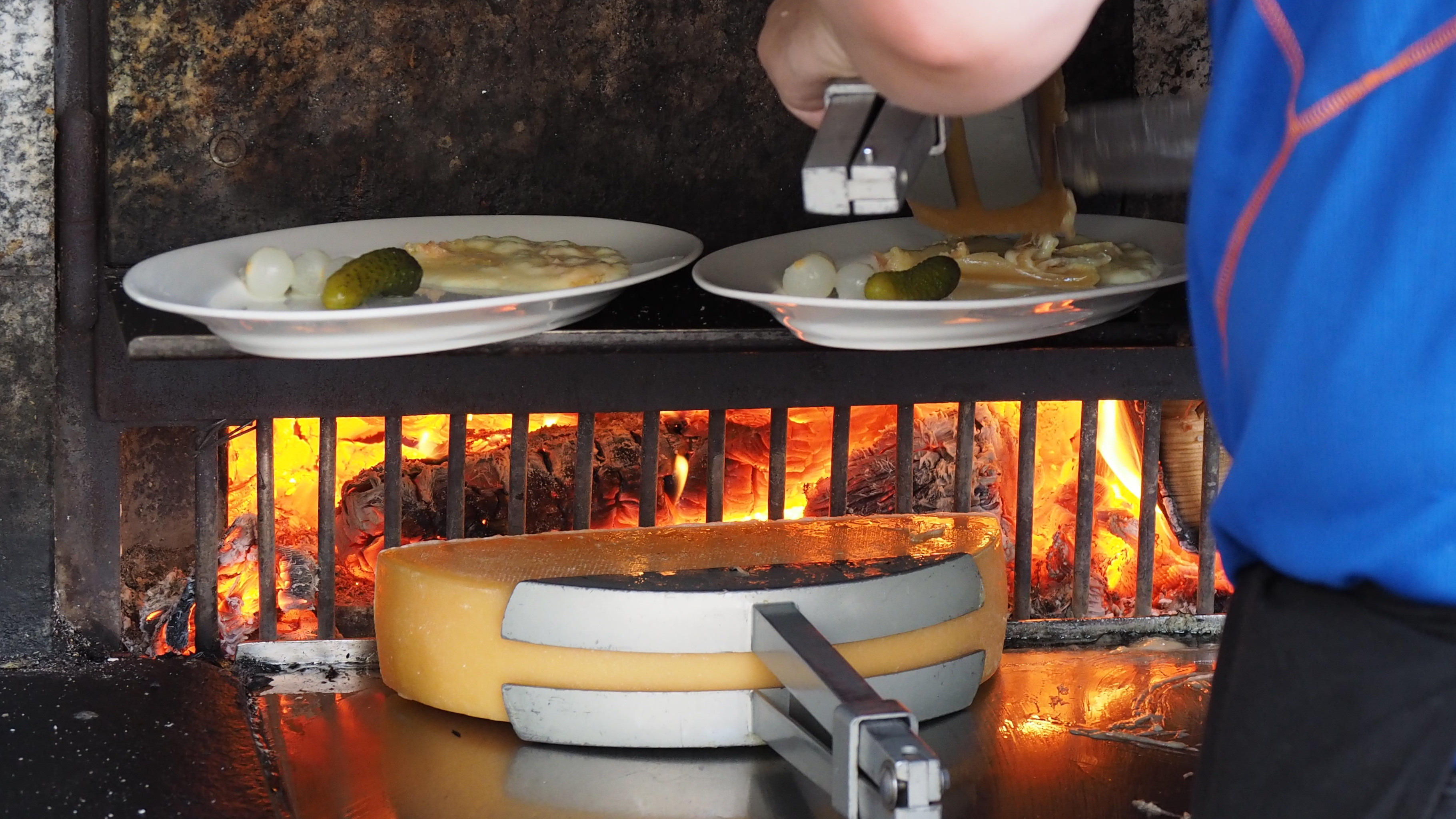
Préparation de raclette au feu de bois.
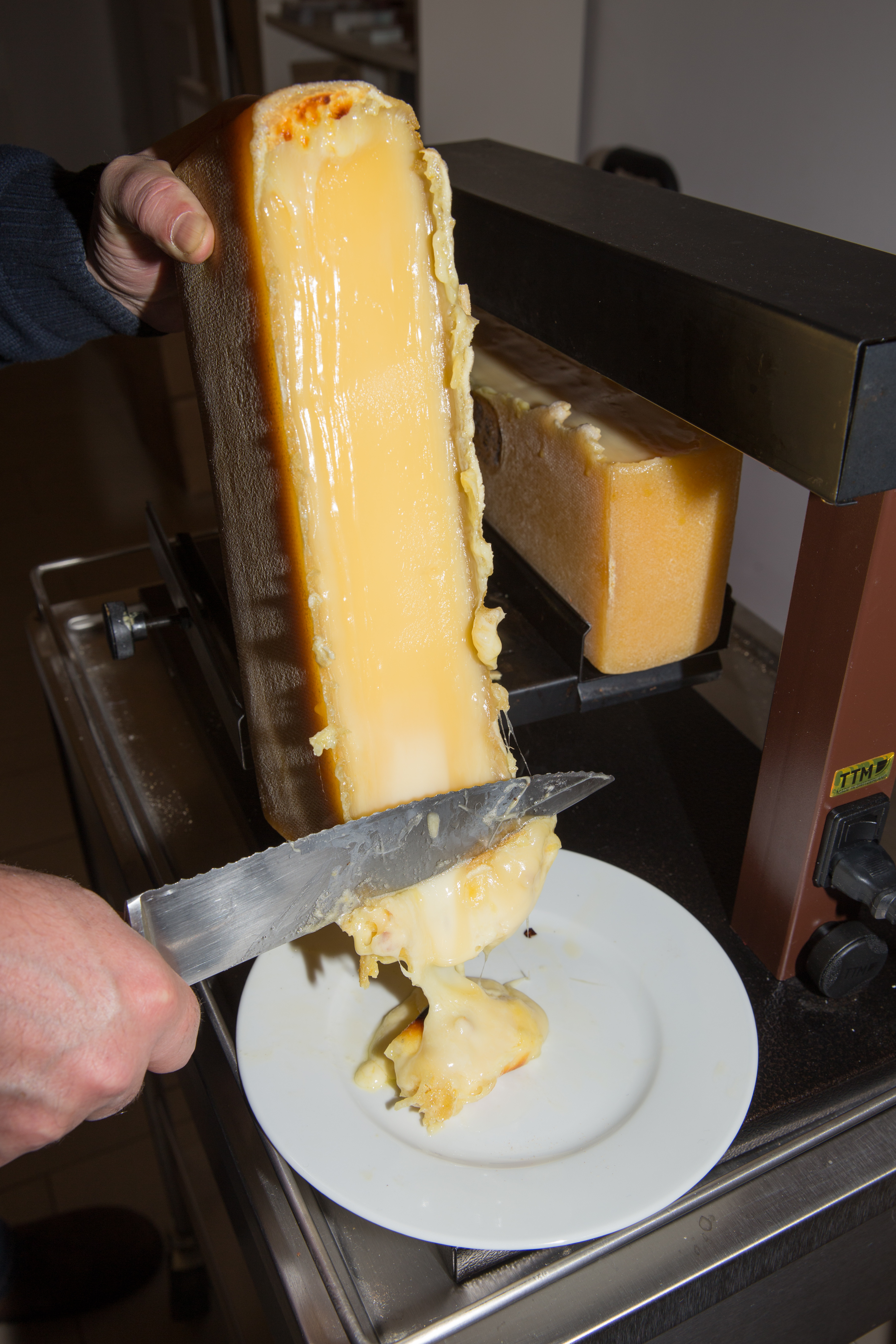
Préparation de raclette au four à raclette.
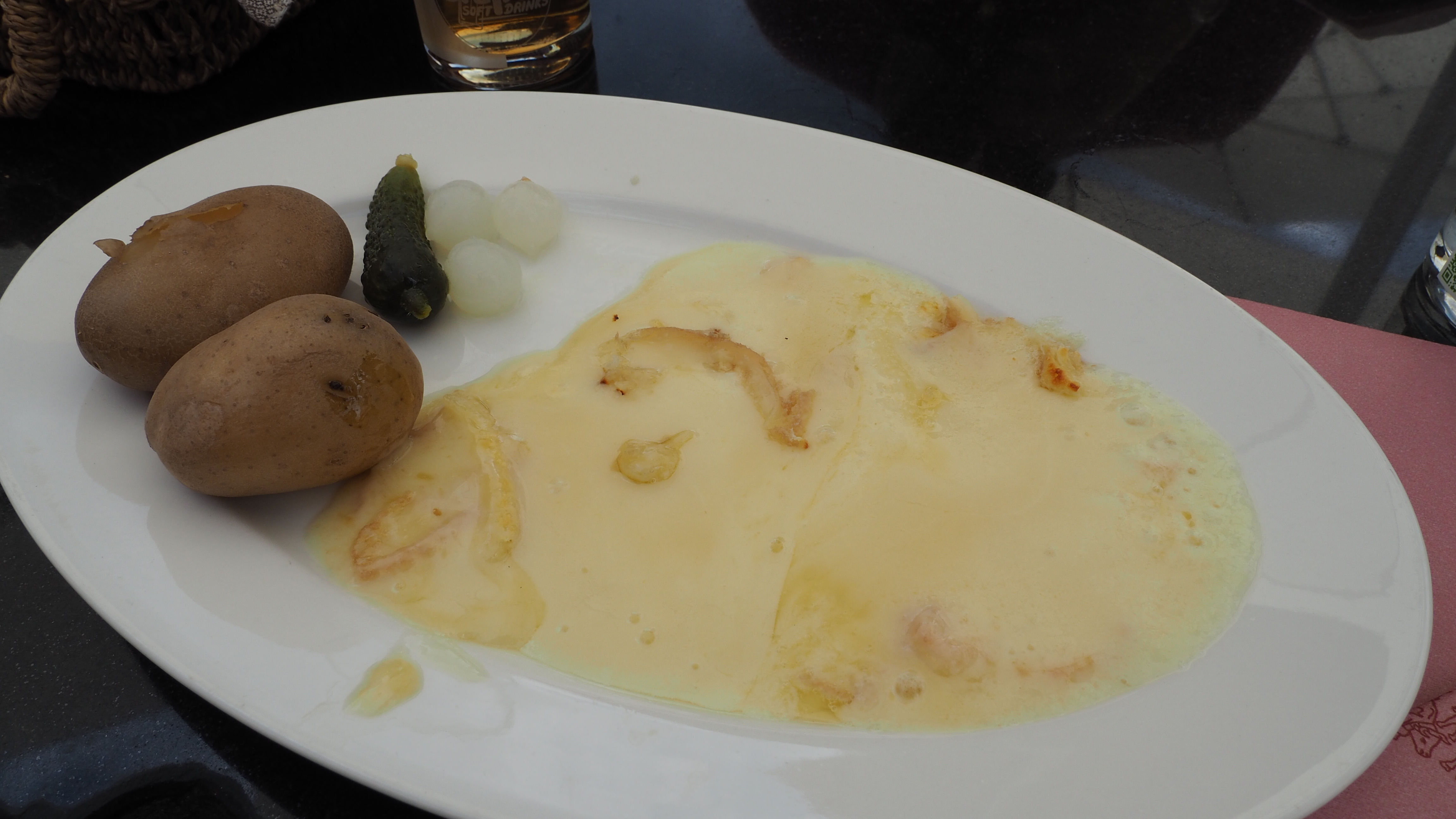
Raclette servie avec des pommes de terres, des cornichons et des petits oignons.

## Variantes récentes
À l’origine, le Raclette du Valais est traditionnellement fondu au feu de bois, puis par des fours à raclette électriques depuis les années 1950.
La raclette est consommée au-delà du Valais, en Suisse (dont elle est un des emblèmes), et dans le monde, préparées avec des appareils de cuisson spécifiques, telle la raclette électrique, appelée « raclonnette » en Suisse, notamment en Valais. Elle est posée en milieu de table et se compose d'un gril électrique (ou four à raclette), sous lequel viennent se poser des poêlons contenant le fromage à fondre, surmontée d'une plaque chauffante.
Les appareils à raclette modernes sont également utilisés pour la charbonnade. Les convives peuvent faire griller des aliments (viandes, légumes) sur la plaque supérieure et préparer leur composition dans les poêlons à portions individuelles, surmontées de fromage. La coupelle est ensuite posée sous le gril jusqu'à ce que le fromage fonde. Les aliments peuvent également être cuits séparément sur la plaque et le fromage dans les coupelles, puis versé sur les aliments grillés, dans l'assiette.
Un nouveau type d'appareil à raclette, dit « raclette à la bougie » est apparu depuis le milieu des années 2010. Il est composé d'appareils, individuels ou pour deux, qui permettent de faire fondre le fromage uniquement avec des bougies de type « chauffe-plat ». Le principal avantage est de rendre nomade la consommation de raclette : une vidéo montrant des personnes utilisant une « raclette à la bougie » dans le métro parisien a enregistré des milliers de vues.
Alors qu'en Suisse, un « racleur » sert en permanence tout le restaurant depuis un four installé sur une table séparée ou près du feu de bois, les restaurateurs français installent souvent le four à raclette à même la table, le raclage étant alors à la charge des convives.
Un autre usage récent est d'accompagner la raclette de charcuterie. C'est une pratique très répandue en France notamment, où cela est devenu un essentiel de la raclette, mais les Suisses n'y adhèrent pas.

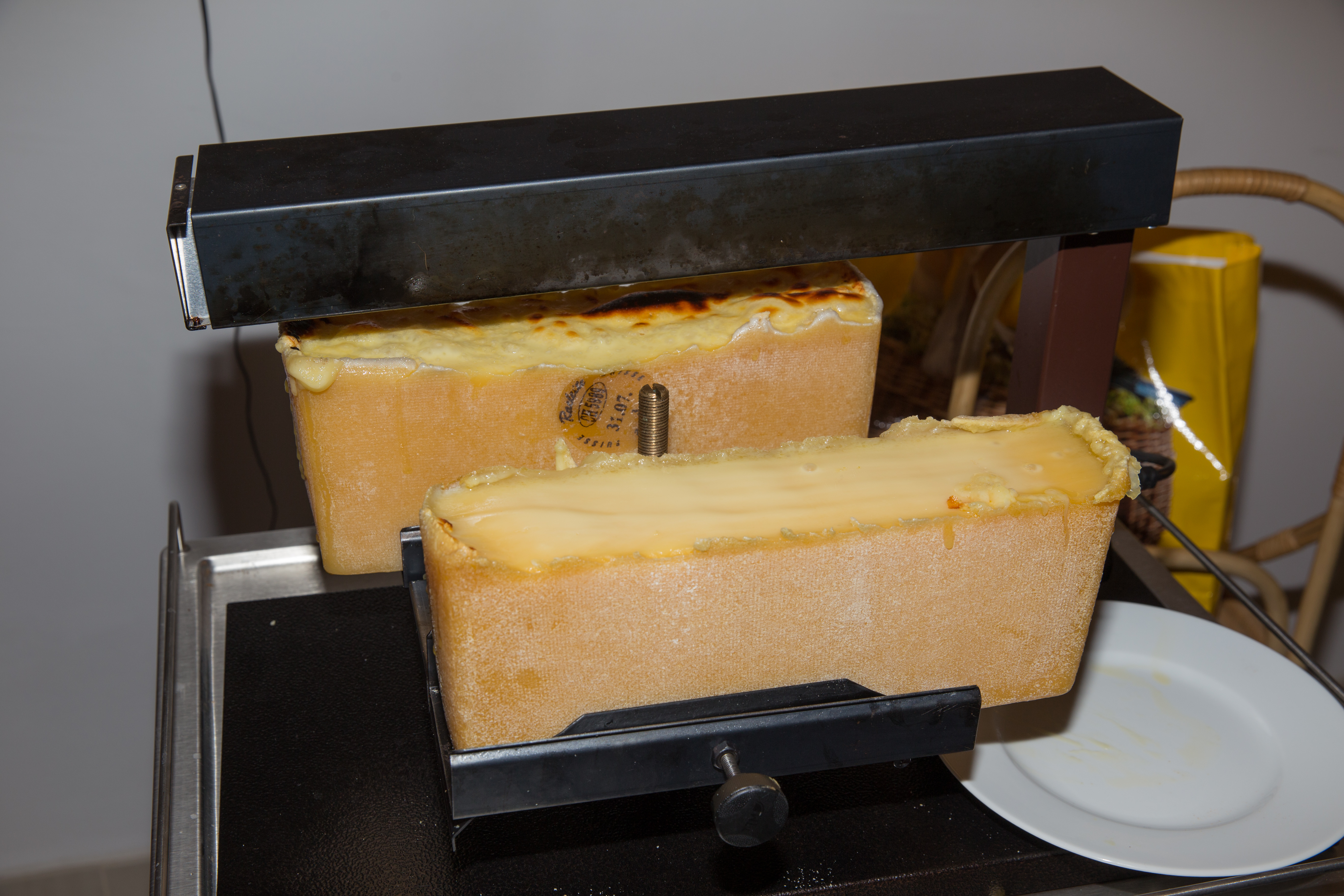
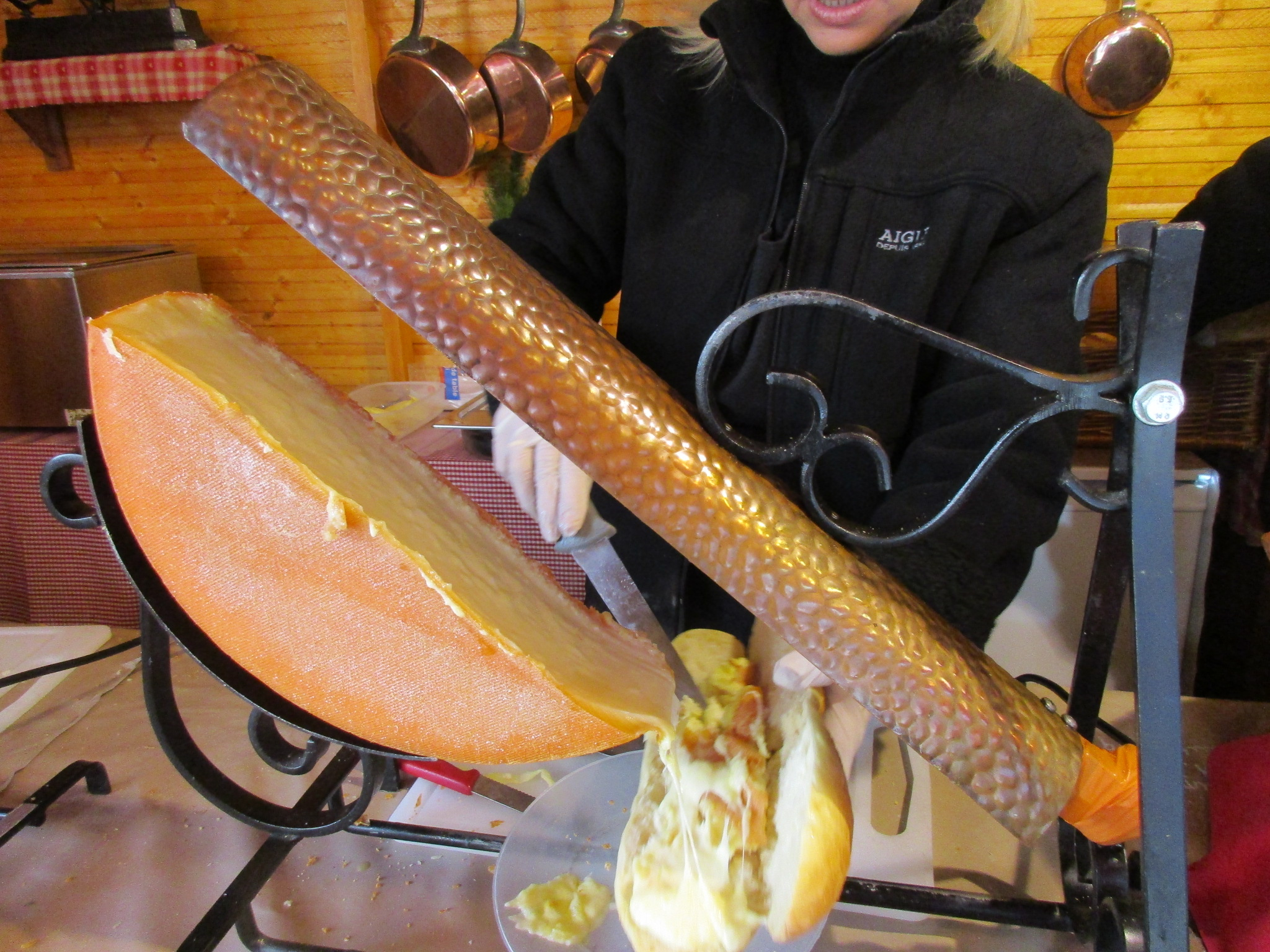
Raclette en demi-meule traditionnelle.
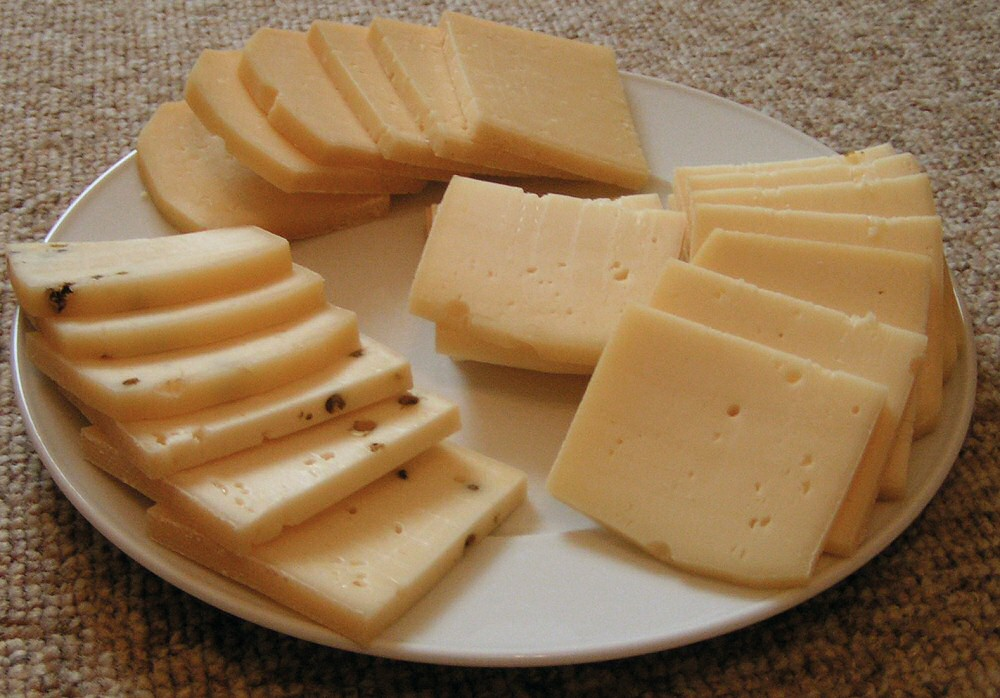
Tranches prédécoupées.
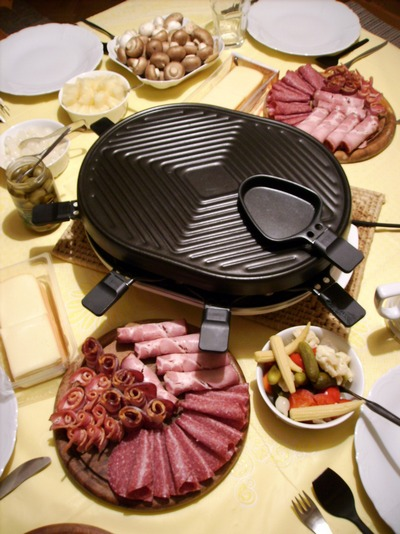
Raclette électrique ou raclonette.
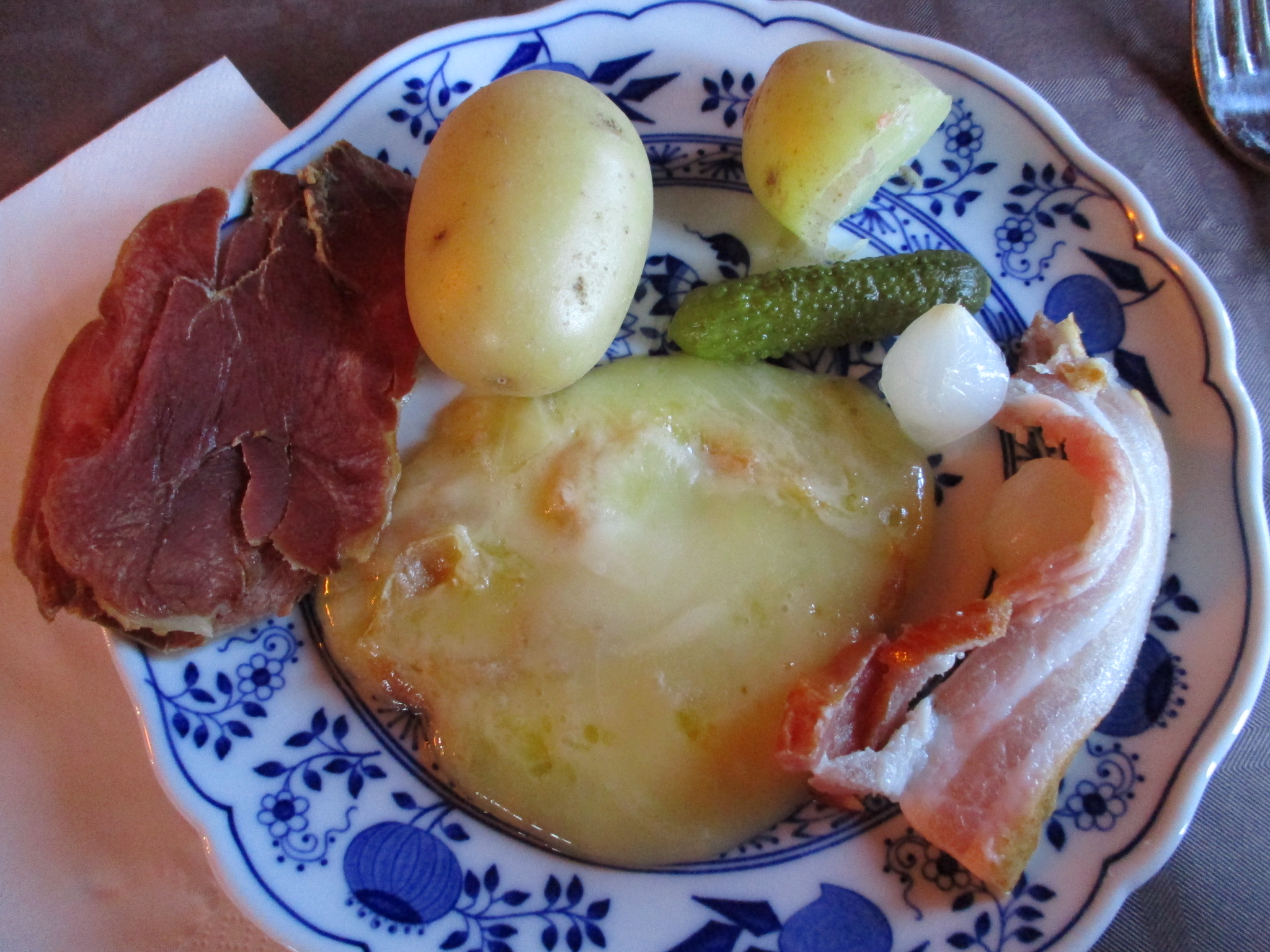
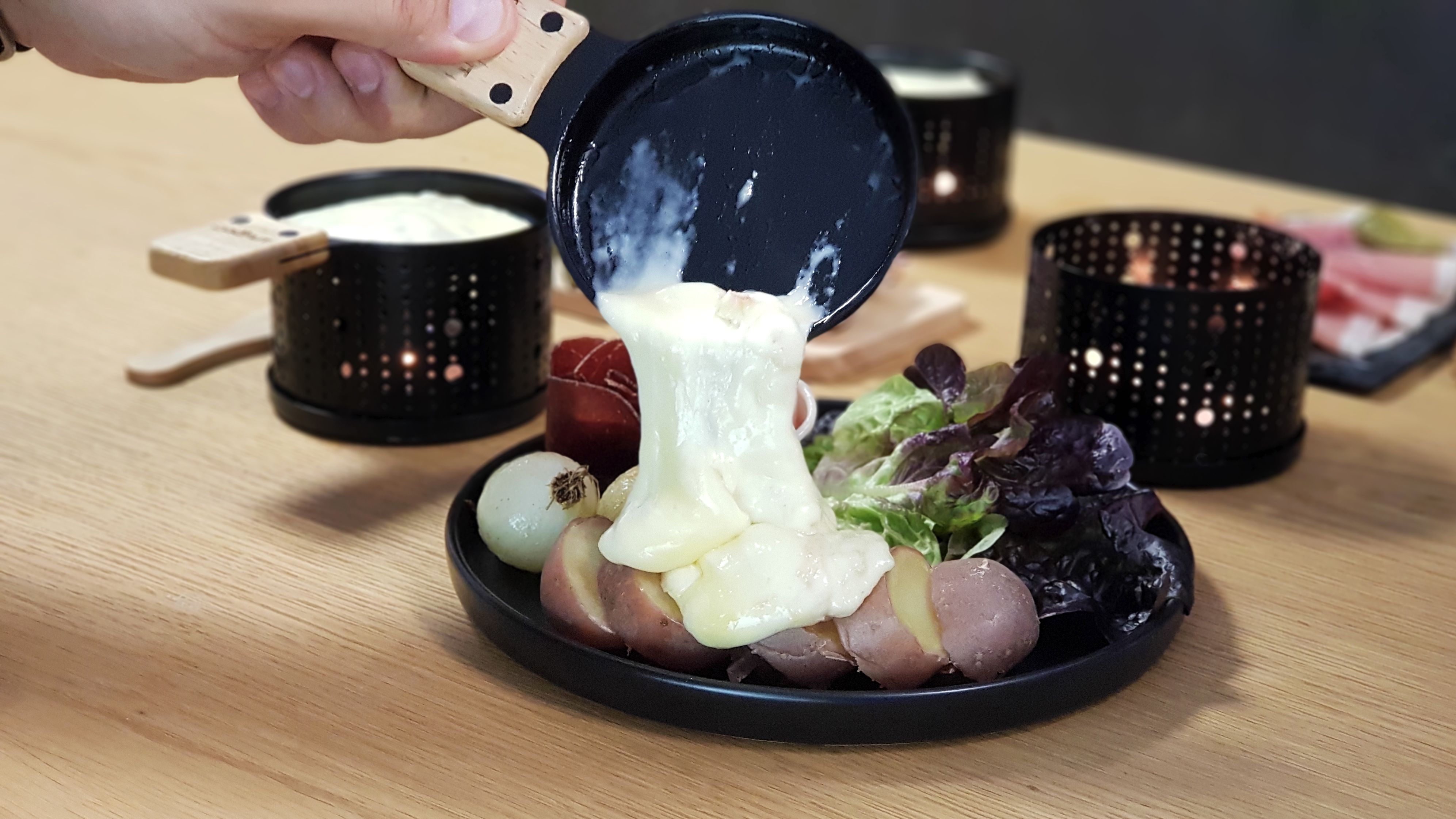
Raclette à la bougie.

## Fromage
Plus de 13 600 tonnes de fromage à raclette sont produites annuellement en Suisse, dont plus de 1 700 en Valais (chiffres de 2015).
Ce fromage originaire du Valais bénéficie d'une AOP. Destiné en particulier à la préparation de la raclette, le raclette du Valais se déguste aussi à la coupe ou en rebibes.
Depuis une trentaine d'années, on fabrique également du raclette (sans AOP) dans plusieurs régions et pays du monde, dont la Suisse, la France (Savoie, Franche-Comté, Auvergne, Bretagne), l'Autriche, l'Allemagne, la Finlande, l'Australie, le Canada, les États-Unis. La plus importante production de raclette est située à Brioude, en France, où l'usine RichesMonts en produisait 65 tonnes par jour en 2015. Mais il est rare que ces derniers soient consommés autrement que fondus, contrairement au raclette du Valais qui se prête bien au vieillissement.
En Suisse, le Vacherin fribourgeois AOP est également utilisé pour la raclette. La vercouline est une raclette dans laquelle on utilise du bleu du Vercors. En Franche-Comté, le bleu de Gex (ou Bleu du Haut Jura) et le morbier, tous deux AOP, sont utilisés comme variantes.

## Tradition vivante
La raclette comme pratique sociale fait partie de la liste des traditions vivantes de Suisse. Au-delà de la confection du fromage et de son mets, la raclette comporte « une haute valeur symbolique. Organiser une raclette est synonyme de fête ». De par le rituel qui consiste à être servi et à manger chacun à son tour et par l'attente de la dégustation, la pratique de la raclette favorise les échanges. Que ce soit à l'intérieur ou à l'extérieur, lors de fêtes populaires, de cérémonies politiques ou lors d'un simple dîner entre amis, dans un cadre urbain ou rural, la raclette rassemble et se déguste à des occasions très diverses.